# Marc Baylis
Marc Baylis es un actor  inglés, más conocido por haber interpretado a Mike Stratton en The Bill y a Rob Donovan en la serie Coronation Street

## Biografía
Se entrenó en el Mountview Academy of Theatre Arts.

## Carrera
En 2005 interpretó a Ed Allen en la serie médica Doctors. En 2009 apareció en dos episodios de la exitosa serie británica EastEnders.
En 2011 apareció como invitado en la popular serie policíaca y de abogados Law & Order: UK, donde interpretó a Stevie. El 9 de julio de 2012, se unió al elenco principal de la popular serie británica Coronation Street, donde interpretó a Rob Donovan hasta el 5 de noviembre de 2014.

## Filmografía

### Series de televisión
| Año         | Título            | Personaje        | Notas                                     |
| ----------- | ----------------- | ---------------- | ----------------------------------------- |
| 2012 - 2014 | Coronation Street | Rob Donovan      | 281 episodios                             |
| 2011        | Law & Order: UK   | Stevie           | episodio "Dawn Till Dusk"                 |
| 2011        | Misfits           | Oficial Mitchell | episodio # 3.1                            |
| 2011        | Sirens            | Dave             | episodio "Two Man Race"                   |
| 2010        | The Bill          | Mike Stratton    | episodio "The Truth Will Out"             |
| 2009        | EastEnders        | Carouser         | 2 episodios                               |
| 2006        | When Evil Calls   | Al               | miniserie                                 |
| 2005        | Doctors           | Ed Allen         | episodio "For Better, for Worse"          |
| 2001        | My Uncle Silas    | Joven Silas      | episodio "Silas & Goliath/The Revelation" |
| -           | Hollyoaks         | Tal              | -                                         |

### Películas
| Año  | Título                  | Personaje | Notas                                                                             |
| ---- | ----------------------- | --------- | --------------------------------------------------------------------------------- |
| 2012 | Strippers vs Werewolves | Carlos    | junto a Robert Englund, Lysette Anthony, Steven Berkoff, Billy Murray & Alan Ford |
| 2011 | Wounded                 | Wacker    | junto a Michael Thorn, Les Dennis & Lucy Cudden                                   |
| 2011 | Release                 | Kelvin    | corto - junto a Siobhan Schulz                                                    |
| 2009 | London River            | Edward    | junto a Brenda Blethyn, Sami Bouajila, Roschdy Zem & Bernard Blancan              |
| 2009 | End of the Tour         | Robert    | corto - junto a Peter Halpin & Miranda Keeling                                    |
| 2008 | Changing Faces          | Dale      | junto a Keppy Ekpenyong-Bassey, Elizabeth Rainbow & Ngozi Elumelu                 |
| 2008 | A New Dawn              | Michael   | corto - junto a Edmund Dehn                                                       |
| 2008 | End of the Tour         | Robert    | corto - junto a Claire Ford & Nathan Head                                         |
| 2008 | Diva                    | Michael   | corto - junto a Carlene Hanson                                                    |
| -    | Basketcase              | Jim       | -                                                                                 |
| -    | Ed Is Dead              | Ed        | -                                                                                 |

### Teatro
| Año  | Obra                  | Papel           | Director (a)               | Teatro                | Notas                                                        |
| ---- | --------------------- | --------------- | -------------------------- | --------------------- | ------------------------------------------------------------ |
| 2011 | The Belle's Stratagem | Courtall        | Jessica Swale              | Playhouse Theatre     | junto a Gina Beck, Holly Blair, Cassandra Bond & Samuel Dent |
| -    | Jerusalem             | Danny Whitworth | Ian Rickson                | Apollo Theatre        | junto a Mark Rylance & Mackenzie Crook                       |
| -    | Prick Up Your Ears    | Joe Orton       | Daniel Kramer              | Harold Pinter Theatre | -                                                            |
| -    | King Arthur           | Germanicus      | John Terry & Mike Bartlett | Arcola Theatre        | junto a Alice Barclay, David Brett & Susie Emmett            |
| -    | Futures               | Paul            | -                          | Theatre 503           | -                                                            |
| -    | Hamlet                | Lucianus        | -                          | Royal Theatre         | -                                                            |
| -    | The Tempest           | Lucianus        | -                          | Royal Theatre         | -                                                            |
| -    | Skin Hunger           | Dal             | -                          | -                     | -                                                            |

## Premios y nominaciones
| Año  | Categoría          | Premio                                     | Película          | Resultado |
| ---- | ------------------ | ------------------------------------------ | ----------------- | --------- |
| 2014 | Best Bad Boy       | Inside Soap Award                          | Coronation Street | Ganador   |
| 2014 | Best Newcomer      | National Television Award                  | Coronation Street | Nominado  |
| 2013 | Best Newcomer      | Inside Soap Award                          | Coronation Street | Nominado  |
| 2013 | Best Soap Newcomer | TV Choice Award                            | Coronation Street | Nominado  |
| 2013 | Best Newcomer      | British Soap Award                         | Coronation Street | Nominado  |
| 2011 | Best Feature       | Marbella International Film Festival Award | Wounded           | Ganador   |